# 5976 Kalatajean
5976 Kalatajean (1992 SR2) là một tiểu hành tinh vành đai chính được phát hiện ngày 25 tháng 9 năm 1992 bởi Oak Ridge Obs. ở Harvard.